# Клюй, Михаил Иванович
Михаил Иванович Клюй — вначале стрелок 1278-го стрелкового полка (391-я стрелковая дивизия, 1-я ударная армия, 2-й Прибалтийский фронт), затем помощник командира взвода пешей разведки 264-го гвардейского стрелкового полка (87-я гвардейская стрелковая дивизия, 43-я армия, 3-й Белорусский фронт) гвардии сержант.

## Биография
Михаил Иванович Клюй родился в крестьянской семье в станице Прохладная Пятигорского округа Терской области (в настоящее время город Прохладный Кабардино-Балкарии). Получил начальное образование. Работал в городе Гудермес.
В июне 1941 года Буинским райвоенкоматом Татарской АССР был призван в ряды Красной армии, с августа 1941 года на фронтах Великой Отечественной войны. Воевал на Западном, 2-м Прибалтийском и 3-м Белорусском фронтах. Был трижды ранен: под Старой Руссой, Великими Луками и Ригой.
25 мая 1943 года в районе деревни Сёмкина Горушка Старорусского района Новгородской области красноармеец Клюй, выполняя обязанности связного, под сильным огнём противника, когда прервалась телефонная связь, своевременно доставил приказание командиру передового подразделения от старшего командира. Приказом по 1-й ударной армии от 30 мая 1943 года он был награждён медалью «За отвагу».
Ефрейтор Клюй в боях за село Поддорье Новгородской области 15—17 февраля 1944 года первым ворвался в блиндаж противника и захватил пленного. В атаке одним из первых ворвался в траншеи противника и уничтожил 11 солдат. Приказом по 1-й ударной армии от 8 марта 1944 года он был награждён орденом Славы 3-й степени.
2 августа 1944 года командир отделения разведчиков ефрейтор Клюй с подразделением у деревни Аузани встретившись с подразделением противника численностью до взвода. Несмотря на численное превосходство последнего, решительно бросились в бой и часть уничтожили, часть разбежалась. Лично Клюй уничтожил 5 солдат и захватил одного в плен и 2 повозки. 5 августа разведчики под командованием Клюя гранатами вывели из строя автоматическую пушку противника. 8 августа в районе населённого пункта Ляудона в Мадонском крае Латвии, атаковав штаб противника, вывели из строя 3 пулемётных точки, уничтожил около 20 солдат и офицеров противника, захватили 5 пленных. Приказом по 3-й ударной армии от 10 сентября 1944 года ефрейтор Клюй был награждён орденом Славы 2-й степени.
Помощник командира взвода пешей разведки гвардии сержант Клюй неоднократно отличился в боях при штурме Кёнигсберга 6—8 апреля 1945 года. : апреля он с одним бойцом подобрался к одному из дотов, в котором засело 17 солдат противника во главе с унтер-офицером. Забросали его через дверь гранатами и, ворвавшись внутрь, из автоматов уничтожили гарнизон. Шестерых солдат с унтер-офицером захватили в плен. В ночь с 7 на 8 апреля внезапно, атаковав противника, ворвался на улицы города, создав панику среди солдат противника и обеспечив успех прорыва на этом направлении. При захвате контрольного пленного, Клюй с подразделением подобрался к дому, в котором засел пулемётчик, забросал его гранатами и ворвался дом, где было до 15 солдат противника. Противник в панике бежал. На улице группа уничтожила в бою 23 солдата и офицера противника. Лично Клюй уничтожил 7 солдат и захватил в плен одного офицера с документами. Указом Президиума Верховного Совета СССР от 29 мая 1945 года гвардии сержант Клюй был награждён орденом Славы 1-й степени.
Гвардии сержант Клюй демобилизовался в ноябре 1945 года. Вернулся на родину. Работал на маслокомбинате.
Скончался Михаил Иванович Клюй в октябре 1958 года.